# Abierto Mexicano de Tenis 2000
L'Abierto Mexicano de Tenis 2000, noto anche come Abierto Mexicano Pegaso 2000 per ragioni di sponsorizzazione, è stato un torneo di tennis giocato sulla terra rossa. È stata la 7ª edizione del torneo, facente parte della categoria International Series Gold nell'ambito dell'ATP Tour 2000. Il torneo si è giocato a Città del Messico in Messico, dal 21 al 27 febbraio 2000.

## Campioni

### Singolare
Juan Ignacio Chela ha battuto in finale  Mariano Puerta, 6-4, 7–6(4)
- È stato il 1º titolo stagionale per Chela, nonché il suo 1º in carriera.

### Doppio
Byron Black /  Donald Johnson hanno battuto in finale  Gastón Etlis /  Martín Rodríguez, 6-3, 7-5